# Euptychia perfuscata
Euptychia perfuscata är en fjärilsart som beskrevs av Butler 1868. Euptychia perfuscata ingår i släktet Euptychia och familjen praktfjärilar. Inga underarter finns listade i Catalogue of Life.